# Mjölkuddskyrkan
Mjölkuddskyrkan ligger i stadsdelen Mjölkudden i Luleå och tillhör Luleå domkyrkoförsamling i Luleå stift.

## Kyrkobyggnaden

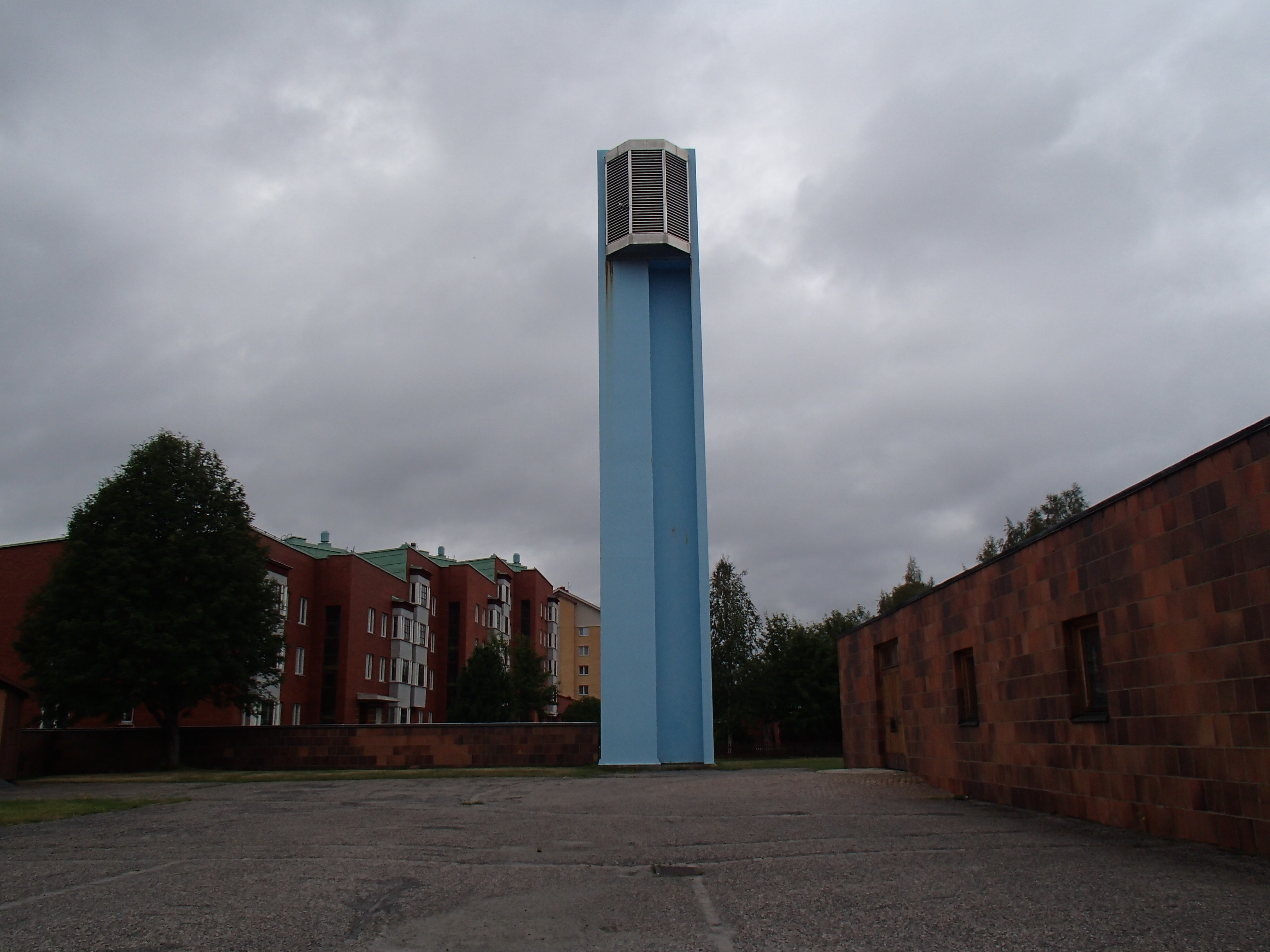
Mjölkuddskyrkans klockstapel

Kyrkan är en centralkyrka med kupol i aluminium och stomme av betong. Den uppfördes 1969 och invigdes 7 september samma år av biskopen Stig Hellsten. Ritningarna var gjorda av arkitekterna Bertil Franklin och Gertrud Edberg på MAF Arkitektkontor. Den konstnärliga utsmyckningen utfördes av Pär Andersson.